# Chrysomantis tristis
Chrysomantis tristis es una especie de mantis de la familia Hymenopodidae.

## Distribución geográfica
Se encuentra en Nigeria.